# Gránit
A gránit a leggyakoribb mélységi magmás kőzet, a leggyakoribb savanyú kőzet. Neve a latin granum = szemcse szóból származik.

## Összetétele
Viszonylag könnyű, szilárd, durva kristályos kőzet. Három fő ásványa:
- az áttetsző, szürkés kvarc,
- a fehér vagy sárga plagioklász (oligoklász, illetve albit) és
- a rózsaszínű vagy fehér káliföldpát (ortoklász, néha mikroklin)

Kevesebb kvarcot tartalmazó változata a granoszienit; a kvarc nélkül, döntően földpátokból álló kőzet a szienit. Az olyan, kevés káliumot, de a szokásosnál több nátriumot (és kalciumot) tartalmazó gránitot, amiben káliföldpát nincs vagy mennyisége alárendelt, és helyette plagioklászt találunk, plagiogránitnak nevezzük.
Színét általában a földpátok határozzák meg.
Színes elegyrészként többnyire csillámokat tartalmaz:
- gyakrabban biotitot (biotitgránit),
- ritkábban muszkovitot (muszkovitgránit),
- esetleg mindkettőt (kétcsillámos gránit, mint például a Magas-Tátrában),
- néha-néha lítiumcsillámot.

A csillám helyett vagy mellett kőzetalkotó mennyiségig szaporodhat fel benne az amfibol (a leggyakrabban hornblende) is – ilyenkor amfibolgránitról beszélünk. Jellemző opak ásványa a magnetit (titanomagnetit). A színes és opak ásványok együttes mennyisége 5% körüli;
- ha ennél kevesebb, a gránit leukokrata,
- ha ennél több, a gránit melanokrata.

Ha még több benne a sárga és opak ásvány, továbbá kevesebb a káliföldpát és több, bázikusabb a plagioklász, úgy a kőzetet granodioritnak nevezzük: mint neve is mutatja, ez a gránit és a diorit közötti összetételű, átmeneti kőzet.
Leggyakoribb akcesszórikus ásványai:
- apatit,
- fluorit.

Ritkább akcesszórikus ásványai:
- andaluzit,
- berill,
- topáz,
- epidot,
- klorit,
- pirit,
- kalcit,
- kordierit,
- titanit,
- leukoxén,
- cirkon,
- turmalin (turmalingránit),
- hematit,
- kassziterit,
- grafit;
- nagyon ritka az augit.

### Modális kémiai összetétele
- SiO2 – 72,04%
- Al2O3 – 14,42%
- K2O – 4,12%
- Na2O – 3,69%
- CaO – 1,82%
- FeO – 1,68%
- Fe2O3 – 1,22%
- MgO – 0,71%
- TiO2 – 0,30%
- P2O5 – 0,12%
- MnO – 0,05%

## Szövete
A szemcsék mérete szerint lehet durva-, közép- vagy aprószemű – utóbbi az ún. mikrogránit. A szemcsék mérete a magma kihűlésének sebességétől függ: minél lassabban hűl ki, annál nagyobbak a kristályok. Azt a változatát, amelyben az aprószemű szövetben elszórtan nagy (úgynevezett porfíros) szemcsék fordulnak elő, gránitporfírnak nevezzük. Egészen finomszemű, kis mélységben megszilárdult változata a gránitaplit.
A porfíros szövetű gránitban (ritkábban más, de ugyancsak porfíros szövetű magmás kőzetekben is) időnként szélsőségesen durvakristályos, ún. pegmatitos lencséket-fészkeket találhatunk. Ezekben az egyes kristályok akár méteresre is megnőhetnek. A gránitpegmatitok közepén erősen megnyúlt kvarcmagot találunk, és azt veszik körül az óriásira nőtt földpátkristályok.
Kőzettani szempontból a gránitokat a csillámok és egynéhány színes szilikát alapján osztályozzák, így megkülönböztetnek biotit-, biotit-muszkovit-, amfibol- és piroxéngránitokat, éppen úgy mint a gnejszeknél. A luxulian olyan gránitféleség, amelyben a vörös színű földpátok között sok a turmalin és kevés a kvarc; ehhez hasonló összetételűek a turmalinpegmatitok (Toscana Gavorrano, Elba San Piero, Vogesek Chenarupt).
Képződését tekintve metamorf, hidrotermás úton is létrejött, amikor a szükséges anyagok oly zónába jutottak, melyben az elegyrészek kiválására a körülmények együtt voltak, a kvarc volt az utolsó, mely a még meglevő helyet kitöltötte, némely gránitok azonban eruptív módon is keletkezhettek s ezek mind intrúziókat képeznek metamorf palákban és palás meszes kőzetekben is.

## Előfordulása

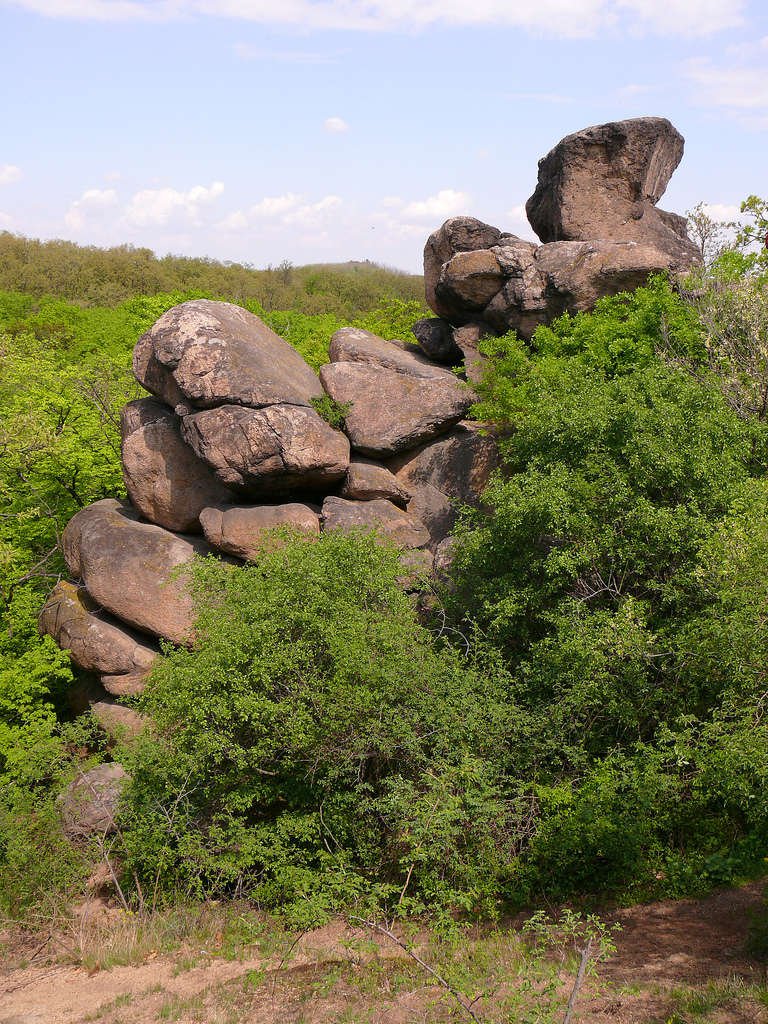
Pandúr-kő a Pákozdi-ingókövek természetvédelmi területen

A gránitok a földkéregnek számot tevő részét teszik úgy egymagukban, mint a gnejsszel és egyéb kristályos palákkal egyetemben, ahol azok magját képezik; a gránithegyek alakja kerekded felületű gömbszelethez hasonlít, vagy pedig több ezer km hosszú fennsíkokat képez, tömeges anyaga az őskori (laurentian-szisztéma) gránitrégióját alkotja, de ismeretesek a szilur, devon, sőt egyes helyeken még a jura földtörténeti korból is (Sziklás-hegység, Sierra Nevada É.-Amerikából és egynéhány európai tartományokból.) Előfordul még mint vándorkő is Németország, Hollandia, Lengyelország, Oroszország lapályán, melyek a gleccserekkel a diluviális korban Svéd- és Finnországból származnak; hasonló vándorkövek ismeretesek Angliában és az Amerikai Egyesült Államok területén is több szövetségi államban.
Magyarországon a legrégibb időkre utaló kőzetünk (1 milliárd éves) a Keleti-Mecsekben található gránit a Mórágyi–Geresd- (másként Baranyai-) röghegységben. A Mórágy-Kecskeméti gránitvonulat 25-30 km széles, 200 km hosszú összefüggő lemez. A felszínen lévő mórágyi gránitrög folytatása nem messze Mórágytól, a Sárközben, Pilis községben 88 m, Bátaszéken 112 m, Szekszárd alatt 882 m, Szegeden már 3500 m mélyen van. Mórágyon korábban felszíni gránitbánya működött (ma természetvédelmi terület), a falu és Bátaapáti között e gránittömbben alakították ki a paksi atomerőmű alacsony radioaktivitású hulladékainak tárolóját. A Velencei-hegységben is előfordul.

## Mállása
A fizikai mállás (aprózódás) eredménye a gránitdara. A káliföldpát kémiai mállásának terméke a porcelán készítéséhez használt kaolin.

## Felhasználása
A gránitot építőkőnek már az őskorban is használták. Napjainkban leginkább sír- és díszítőköveknek, oszlopoknak, burkolóköveknek, járdaszegélynek stb. dolgozzák fel. A legszebb és legtarkább színűek Svédországból kerülnek ki. Budapesti építkezésekre 1900-as évek elején a meisseni bányából is kerültek gránit építőkövek.